# Maurus Stuart
Maurus Stuart (* um 1664 in  Ainia bei Aberdeen; † 13. Dezember 1720 in Regensburg) war ein schottischer Benediktiner-Pater, Professor an der Universität Erfurt und  Ordensoberer in der Filialabtei St. Jakob in Erfurt; sein Leben beendete er als Abt des Regensburger Schottenklosters. 

## Leben
Maurus Stuart lebte ab 1679 in Regensburg, wo er humanistischen Studien im hiesigen Schottenkloster nachging. Danach befindet er sich wieder in Schottland, wo er für drei Jahre für  König und Vaterland kämpfte. Als sich sein rechtlicher Status gegenüber dem König verschlechterte – der katholische König Jakob VII. war nach seiner Flucht nach Frankreich durch das Parlament abgesetzt worden –  kehrte er wieder nach Regensburg zurück. Hier legte er 1691 die Profeß ab, 1692 erhielt er die Priesterweihe. Danach studierte er drei Jahre lang Theologie und  kanonisches Recht an der Karls-Universität in Prag.

## Wirken
1695 wurde er der erste katholische Professor an der Universität Erfurt nach der Reformation. Dort waren auf Drängen von Thomas Placidus Fleming zwei Lehrstühle für die Schotten eingerichtet, von denen er einen wahrnahm. 1697 promovierte er zum Dr. theol. in Erfurt und wurde Dekan der dortigen theologischen Fakultät. 1695 wird er als Pfarrer an der Allerheiligenkirche in Erfurt genannt. Zwischen 1695 und 1711  ist er Superior des Erfurter Schottenklosters, für das er neue Gebäude errichten ließ. 1711 ging er wieder als Missionar nach Schottland und brachte von dort zehn Schotten für das Kloster mit. Diese mussten wegen der Armut des Klosters zuerst auf dem Klostergut Griesstetten bei Dietfurt an der Altmühl untergebracht werden. 1713 wurde er Seminardirektor in Regensburg; das Seminar war von seinem Vorgänger, Abt  Thomas Placidus Fleming, eröffnet worden und hatte 1718 ein eigenes Gebäude im Garten des  Schottenklosters erhalten, das der Regensburger Weihbischof Gottfried Langwerth von Simmern finanziert hatte. Unter ihm wurden 16 schottische Jünglinge aus den höheren Familien von Schottland zu Priestern und Missionaren ausgebildet; unter diesen befanden sich die späteren Äbte Gallus Leith und Bernard Stuart. 1717 bis 1719 ist er wiederum auf Mission in Schottland. Am 23. Juli 1720 wurde er nach dem Tod von Thomas Placidus Fleming zum Abt des Regensburger Schottenklosters gewählt. Er starb aber noch vor Bestätigung seiner Wahl durch den Heiligen Stuhl im 56. Lebensjahr infolge eines Schlaganfalls.

## Werk
- Sittliche Lobpredig an dem Fest des heiligen Magni, Abbtens und Apostels des Algäus. Johann Baptist Lang, Regensburg 1720 (Nachdruck: Palala Press 2015, ISBN 978-1346975887).
- Theses philosophicae de causis rerum naturalium, cum parergis ex universa philosophia, ad mentem Aristotelis & D. Thomae Aquinatis. Georg Henrici Mulleri., Erfurt 1700 (Nachdruck: Pranava Books, 2020.)